# Gagra
Gagra (gruz. გაგრა, abch. Гагра, ros. Гагра, Гагры) – miasto w Abchazji, położone nad Morzem Czarnym, u stóp Kaukazu. Popularny kurort z okresu Związku Radzieckiego. Drugie co do wielkości miasto Abchazji, które w 2011 roku liczyło 12 364 mieszkańców.
W latach 1903−1918 w mieście działała linia tramwajowa. W okresie lat 1917–1921 w Gagrze funkcjonowała polska placówka o charakterze konsularnym.
W mieście rozwinął się przemysł spożywczy.

## Klimat
W mieście panuje klimat ciepły umiarkowany. Opady deszczu są znaczące, występują nawet podczas suchych miesięcy. Klimat w mieście został sklasyfikowany jako Cfa zgodnie z systemem Köppena-Geigera. W mieście średnia roczna temperatura wynosi 14,5 °C, zaś średnioroczne opady to 1461 mm. Najsuchszym miesiącem jest maj z opadami na poziomie 89 mm, zaś największe opady występują w grudniu, ze średnią 166 mm. Różnica w opadach pomiędzy najsuchszym a najbardziej mokrym miesiącem wynosi 77 mm. Najcieplejszym miesiącem w roku jest sierpień ze średnią temperaturą 23,2 °C, z kolei najzimniejszym miesiącem jest styczeń ze średnią temperaturą 6,1 °C. Wahania roczne temperatur wynoszą 17,1 °C.

## Współpraca
Miejscowość partnerska:
- Locarno, Szwajcaria

## Galeria

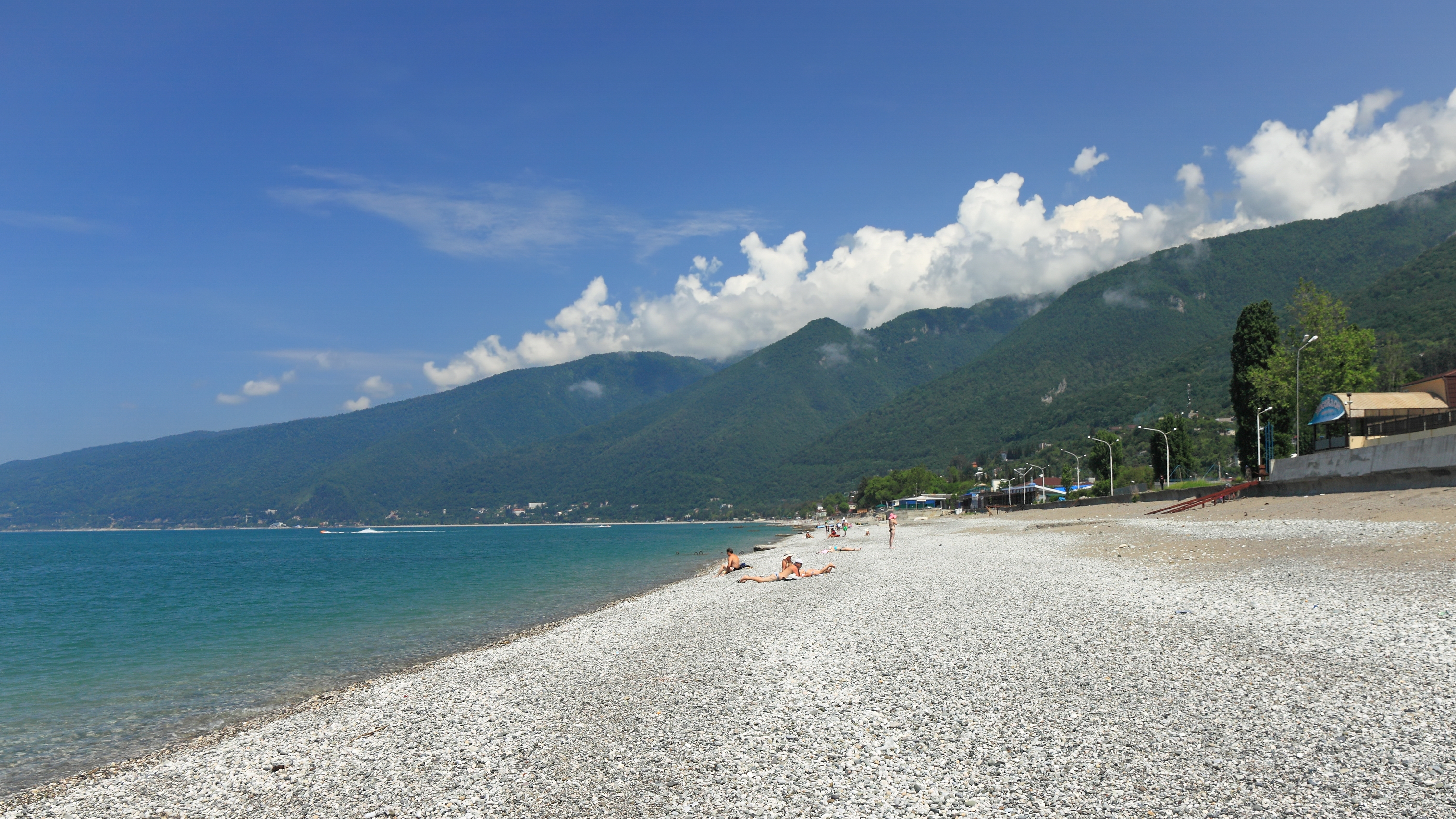
Plaża
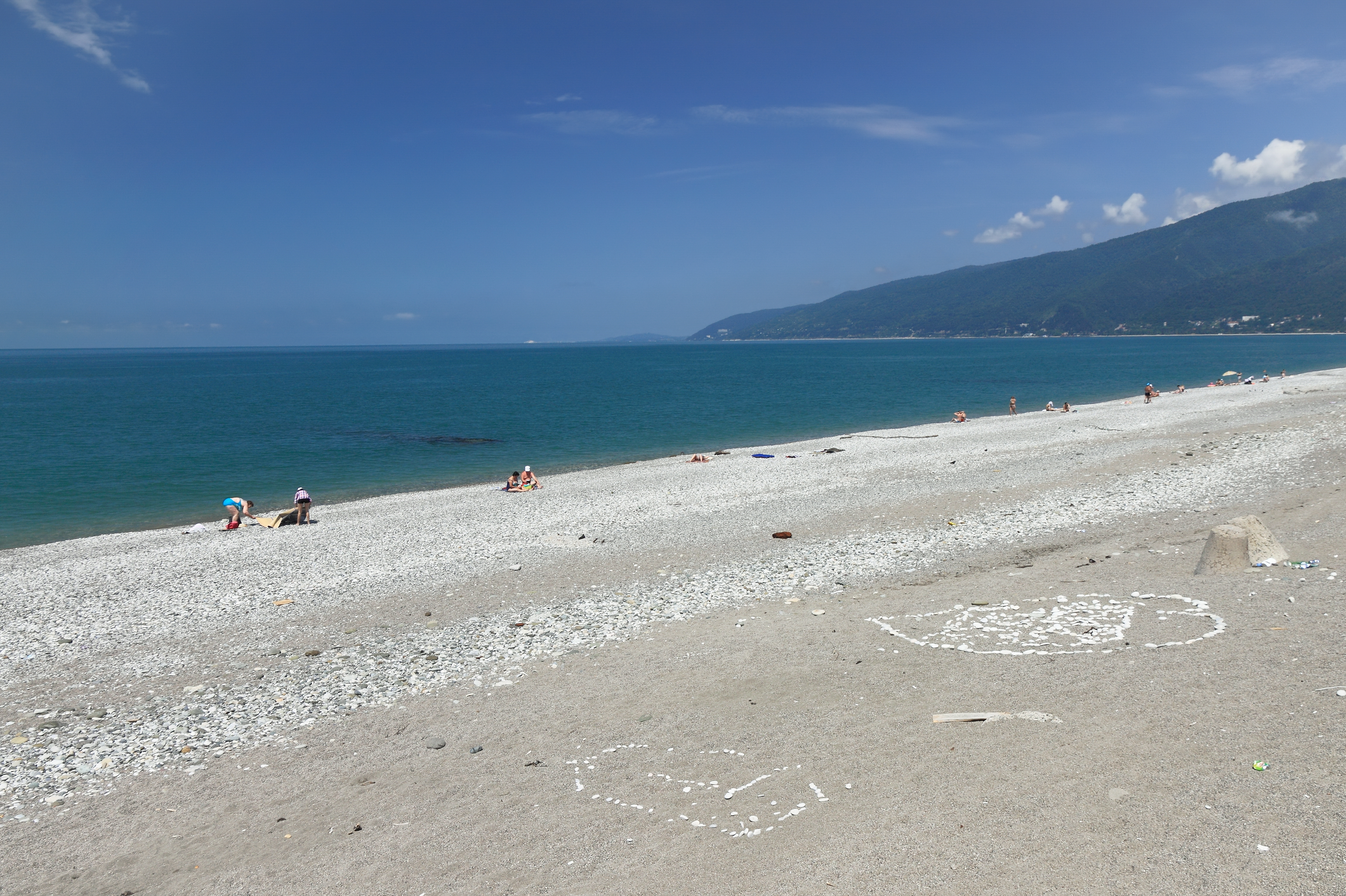
Plaża
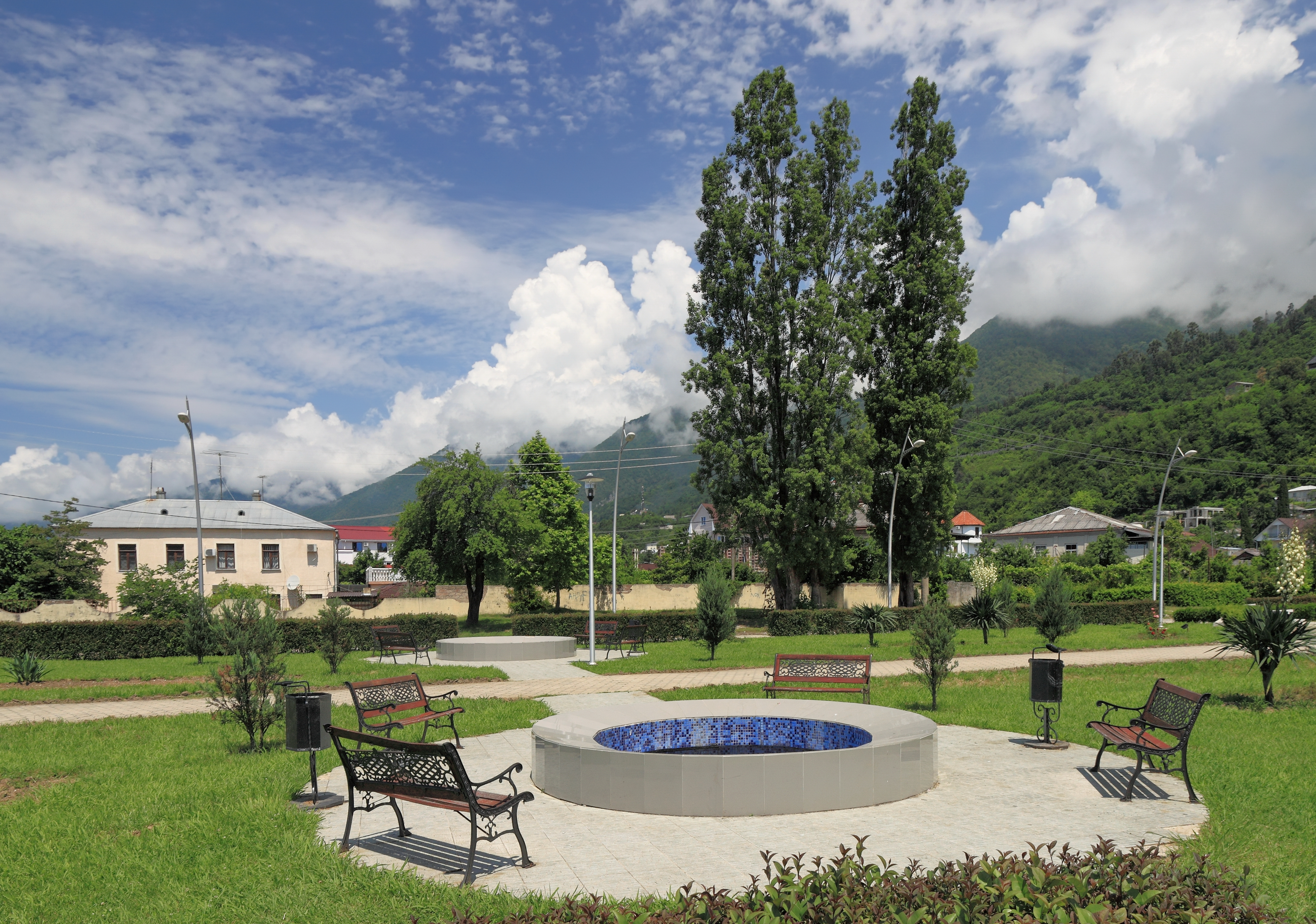
Park Pamięci
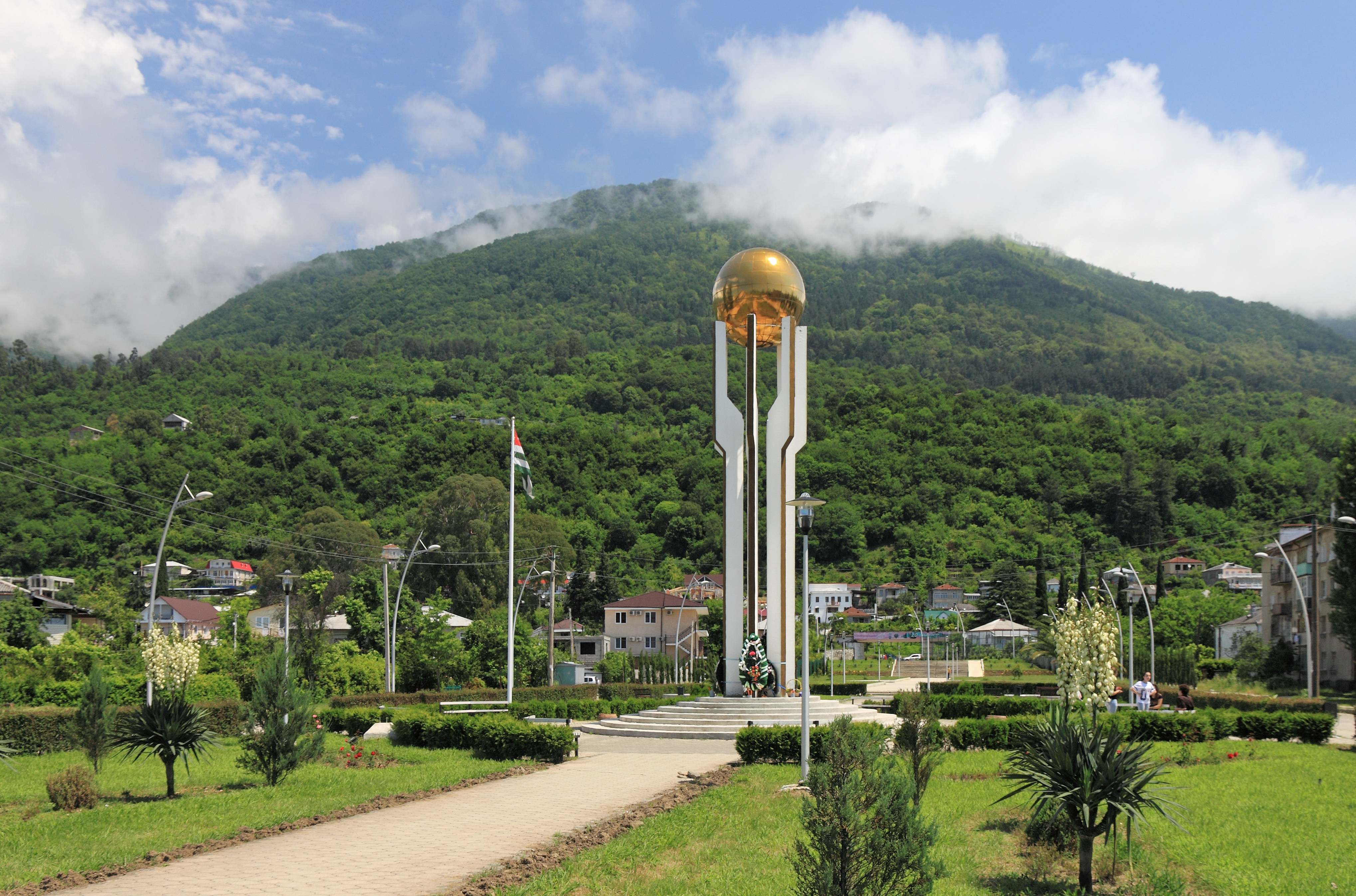
Park Pamięci